# Pierre-de-Coubertin-Medaille
Die Pierre-de-Coubertin-Medaille (auch Baron de Coubertin-Award) ist eine Medaille, die vom Internationalen Olympischen Komitee an Personen verliehen wird, die bei Olympischen Spielen besonderen Sportsgeist oder außergewöhnliche Leistungen für die olympische Bewegung gezeigt haben. 
Von vielen Athleten und Fans wird die Medaille als höchste Auszeichnung angesehen, die ein Sportler erhalten kann, sogar höher als eine Goldmedaille. Die Auszeichnung wird seit 1997 verliehen. Sie ist nach Pierre de Coubertin, dem Begründer der Olympischen Spiele der Neuzeit, benannt.
Eine zu unterscheidende Auszeichnung ist der Pierre de Coubertin World Fair Play Award. Dieser wurde bereits 1964 ins Leben gerufen und wird durch das International Fair Play Committee verliehen. Hierbei liegt der Fokus auf Athleten, die sich durch besonders faires Verhalten ausgezeichnet haben.

## Empfänger (Auswahl)
| Person                               | Leistung                                                                           | Datum                     | Ort            |
| ------------------------------------ | ---------------------------------------------------------------------------------- | ------------------------- | -------------- |
| Juan Antonio Samaranch               | Siebter Präsident des IOC (21 Jahre)                                               | 1997                      | ?              |
| Emil Zátopek                         | Olympische Sommerspiele 1952                                                       | 6. Dezember 2000 (postum) | Helsinki       |
| Spencer Eccles                       | Olympische Winterspiele 1976                                                       | Februar 2002              | Salt Lake City |
| Walburga Grimm                       |                                                                                    | 2003                      |                |
| Vanderlei de Lima                    | Olympische Sommerspiele 2004                                                       | 29. August 2004           | Athen          |
| Klaus-Peter Thaler                   | Organisator „Tour der Hoffnung“                                                    | 2005                      |                |
| Jelena Belowa                        | XI. International Scientific Congress 2007                                         | 17. Mai 2007              | Minsk          |
| Shaul Ladany                         | „Unusual outstanding sports achievements during a span covering over four decades“ | 17. Mai 2007              | Minsk          |
| Ron Harvey                           |                                                                                    | 2009                      | Sydney         |
| Michael Hwang                        |                                                                                    | Oktober 2014              | Singapur       |
| Eduard Alexandrowitsch von Falz-Fein |                                                                                    | Februar 2017              | Vaduz          |

## Pierre de Coubertin World Fair Play Award: Empfänger (Auswahl)
Diese Würdigung wird vom International Fair Play Committee (französisch: Comité International pour le Fair Play, CIFP) vergeben. Da auch hier Pierre de Coubertin im Titel geführt wird, kommt es oft zu Verwechslungen. Im Gegensatz zur Pierre-de-Coubertin-Medaille ist auch die Vergabe unabhängig von den Olympischen Spielen möglich. 1965 wurde der erste Fair Play Award des CIFP vergeben, an Eugenio Monti.
| Athlet                                    | Veranstaltung                               | Datum     | Ort                    |
| ----------------------------------------- | ------------------------------------------- | --------- | ---------------------- |
| Eugenio Monti                             | Olympische Winterspiele 1964                | 1965      | Innsbruck              |
| István Zsolt                              | Fußball, Finale Europapokal der Pokalsieger | 1965      | Wembley-Stadion (1923) |
| Tana Umaga                                | Rugby-Länderspiel 2003                      | Juni 2003 | Cardiff                |
| Petar Cupać, Pavle Kostov und Ivan Bulaja | Segeln                                      | 2008      |                        |
| Jochen Wollmert                           | Sommer-Paralympics 2012                     | 2013      | London                 |
| Áron Szilágyi                             | Fechten                                     | 2023      | Budapest               |